# Suðurkjördæmi

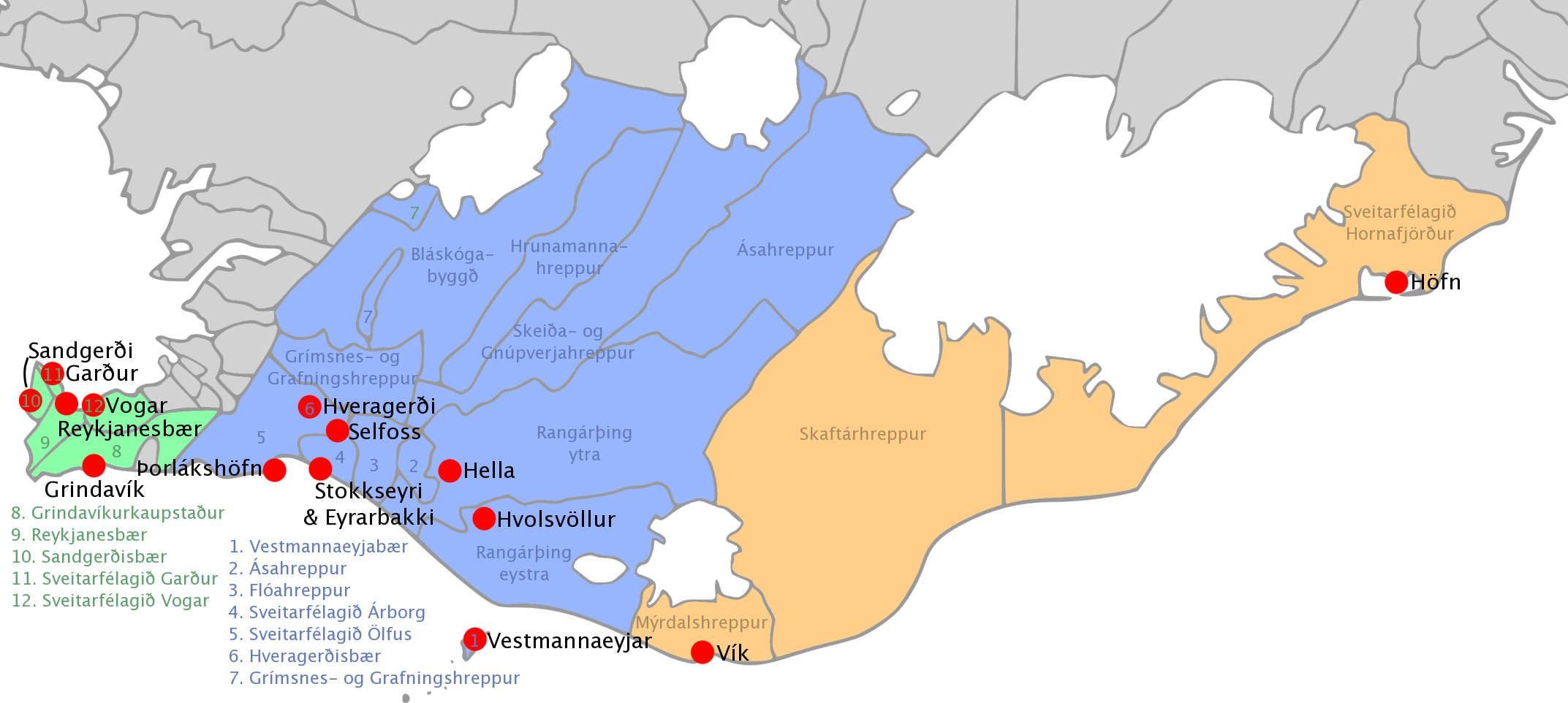
Suðurkjördæmi in Island

Suðurkjördæmi (Südlicher Wahlkreis) ist seit 2003 einer der sechs Wahlkreise in Island.
Er wird von 10 Abgeordneten im Althing vertreten. Zu ihm gehören die Gemeinden  vom Hornafjörður im Osten bis nach Sandgerði auf der Halbinsel Reykjanes im Westen. Ihm gehören 20 Gemeinden an. Im Jahr 2007 gab es 30.597 Wahlberechtigte.
Zum Wahlkreis gehören die Gemeinden:
Hornafjörður, Skaftárhreppur, Mýrdalur, Rangárþing eystra, Rangárþing ytra, Ásahreppur, Vestmannaeyjar, Flóahreppur, Árborg, Skeiða- og Gnúpverjahreppur, Hrunamannahreppur, Bláskógabyggð, Grímsnes og Grafningur, Hveragerði, Sveitarfélagið Ölfus, Grindavík, Suðurnesjabær, Reykjanesbær und Vogar.